# Erioptera pennigera
Erioptera pennigera är en tvåvingeart som beskrevs av Alexander 1954. Erioptera pennigera ingår i släktet Erioptera och familjen småharkrankar.
Artens utbredningsområde är Thailand. Inga underarter finns listade i Catalogue of Life.